# Perros callejeros
Perros callejeros és una pel·lícula espanyola de 1977 dirigida per José Antonio de la Loma i protagonitzada per Ángel Fernández Franco, àlies El Torete. Va ser la primera pel·lícula d'una trilogia dirigida íntegrament pel mateix director. Les dues seqüeles de Perros callejeros van ser Perros callejeros II (1979) i Los últimos golpes de «El Torete» (1980).
Perros callejeros va ser també la pel·lícula que va donar inici al gènere cinematogràfic conegut com a cinema quinqui.

## Sinopsi
En un barri obrer situat als afores de Barcelona, El Torete i els seus amics formen una colla de petits delinqüents l'edat mitjana dels quals ronda els quinze anys.

## Repartiment
| Actor                    | Personatge        |
| ------------------------ | ----------------- |
| Ángel Fernández Franco   | El Torete         |
| Nadia Windell            | Isabel            |
| Christa Leem             | La Merche         |
| Miguel Ugal Cuenca       | El Pijo           |
| Jesús Miguel Martínez    | El Corneta        |
| César Sánchez            | El Fitipaldi      |
| Francisco Javier Sánchez | El Chungo         |
| Basilio Fernández Franco | El Cornetilla     |
| Miguel Ángel Hernández   | El Bocas          |
| Luis Martínez            | El Mosque         |
| Manuel Sánchez           | El Piruli         |
| Víctor Petit             | Manolo            |
| Frank Braña              | El Esquinao       |
| Xabier Elorriaga         | Pare Ignacio      |
| Marta Flores             | Familiar d'Isabel |
| Jaume Mir Ferri          | Pasiego           |